# اقدام متقابل
اقدام متقابل در حقوق بین‌الملل عمومی آن بخش از موضوع اقدامات تلافی‌جویانه است که ارتباطی با توسل به زور یا مخاصمات مسلحانه ندارد. به عبارت دیگر اقدام متقابل دربرگیرندهٔ اقدامات غیرخصمانه‌ای است که به خودی خود غیرقانونی است اما زمانی‌که دولت زیاندیده در پاسخ به فعل متخلفانه دولت مسئول به این اقدامات مبادرت می‌ورزد، جنبهٔ غیرقانونی آن زایل می‌شود. هدف از اقدام متقابل، حمایت از خود، واداشتن دولت مسئول به پیروی از تعهداتش و جبران خسارت دولت زیاندیده است. اقدام متقابل بر طبق مادهٔ ۲۲ طرح مواد مسئولیت بین‌المللی دولت، تدوین شده از سوی کمیسیون حقوق بین‌الملل سازمان ملل متحد یکی از موجبات رفع مسئولیت بین‌المللی دولت است.

## تعریف
دیوان بین‌المللی دادگستری در پرونده گاباچیگف–ناگی‌ماروس (شکایت مجارستان علیه اسلواکی) به تفصیل به موضوع و شرایط اقدام متقابل می‌پردازد. دیوان آشکارا اشاره می‌کند برای این‌که اقدام متقابل قابل پذیرش باشد باید دارای شرایط زیر باشد:
1. عملی که به عنوان اقدام متقابل اتخاذ می‌شود باید در پاسخ به فعل متخلفانهٔ قبلی دولت دیگر انجام شود و باید (صرفاً) علیه آن دولت به عمل آمده باشد.
2. دولت زیاندیده در صورتی مجاز است به اقدام متقابل مبادرت ورزد که قبل آن دولت مسئول را به قطع فعل متخلفانهٔ بین‌المللی و جبران خسارت فراخواند، هرچند تقاضایش مورد پذیرش قرار نگیرد.
3. اقدام متقابل باید با زیان وارده متناسب باشد و با توجه به شدت فعل متخلفانه بین‌المللی و حقوق مورد بحث انجام شود.
4. هدف از استناد به اقدام متقابل واداشتن دولت متخلف به رعایت تعهداتش به موجب حقوق بین‌الملل است، بنابراین این اقدام باید برگشت‌پذیر باشد.[۳][۴][۵]